# 세트 (이집트 신화)
세트(영어: Set, Seth, Setesh, Sutekh, Setekh, Suty, 고대 그리스어: Σήθ)는 이집트 신화에 등장하는 남신으로 이집트의 9주신 중의 하나이다.
세트는 사막과 이방의 신이자 캐러밴(상인집단)의 수호신이며 모래폭풍의 신으로 여겨진다. 일반적으로 신화 속에서는 난폭함, 적대적 존재, 어둠, 전쟁, 폭풍과 같이 강력한 힘 자체로 다뤄진다. 피라미드에서 발견된 문서 중에는, “파라오의 힘은 곧 세트의 힘”이라는 표현이 등장한다.
얼핏보아 세트의 머리는 자칼의 형상과 같지만, 벽화 등에서 표현된 그의 머리는 땅돼지에 더 가깝다. 그러나 전신이 동물화되어 표현될 때는 마치 그레이하운드와 같은 모습으로 그려진다. 또한 벽화 등에선 일반적으로 네모진 양쪽 귀와 앞이 갈라진 꼬리, 그리고 앞으로 구부러지듯 돌출된 주둥이로 묘사되었다는 이유로 개, 땅돼지, 자칼, 얼룩말, 당나귀, 악어, 돼지 그리고 하마 따위의 동물을 합체시켜 신격화했다는 설도 존재한다. 이집트학자 켄 모스는 세트의 전신이 그레이하운드처럼 생겼다는 점을 들어 세트의 동물이 살루키일 것이라는 가설을 제기했다.

## 가계
신화에 따르면 세트는 대지의 남신 게브와 하늘의 여신 누트의 사이에서 태어난 신 중 4번째의 자식이다. 세트는 아버지 게브의 권위를 이어받기 위해, 모친의 자궁을 찢고 나왔지만 결국 오시리스보다 앞에 태어날 수 없었다고 한다. 후에 세트는 누이인 네프티스를 아내로 삼았다. 또 이후 호루스 일가 중심의 전승에서는 세트의 아들이라고 알려져 있는 아누비스가 오시리스와 네프티스의 사이에서 태어난 사생아란 부분도 있다.
또한 세트가 폭풍의 신이라는 이유로 우가리트 신화의 바알과도 동일시되며, 아스타로트나 아낫를 아내로 삼았다고 여겨지기도 한다.

## 신화

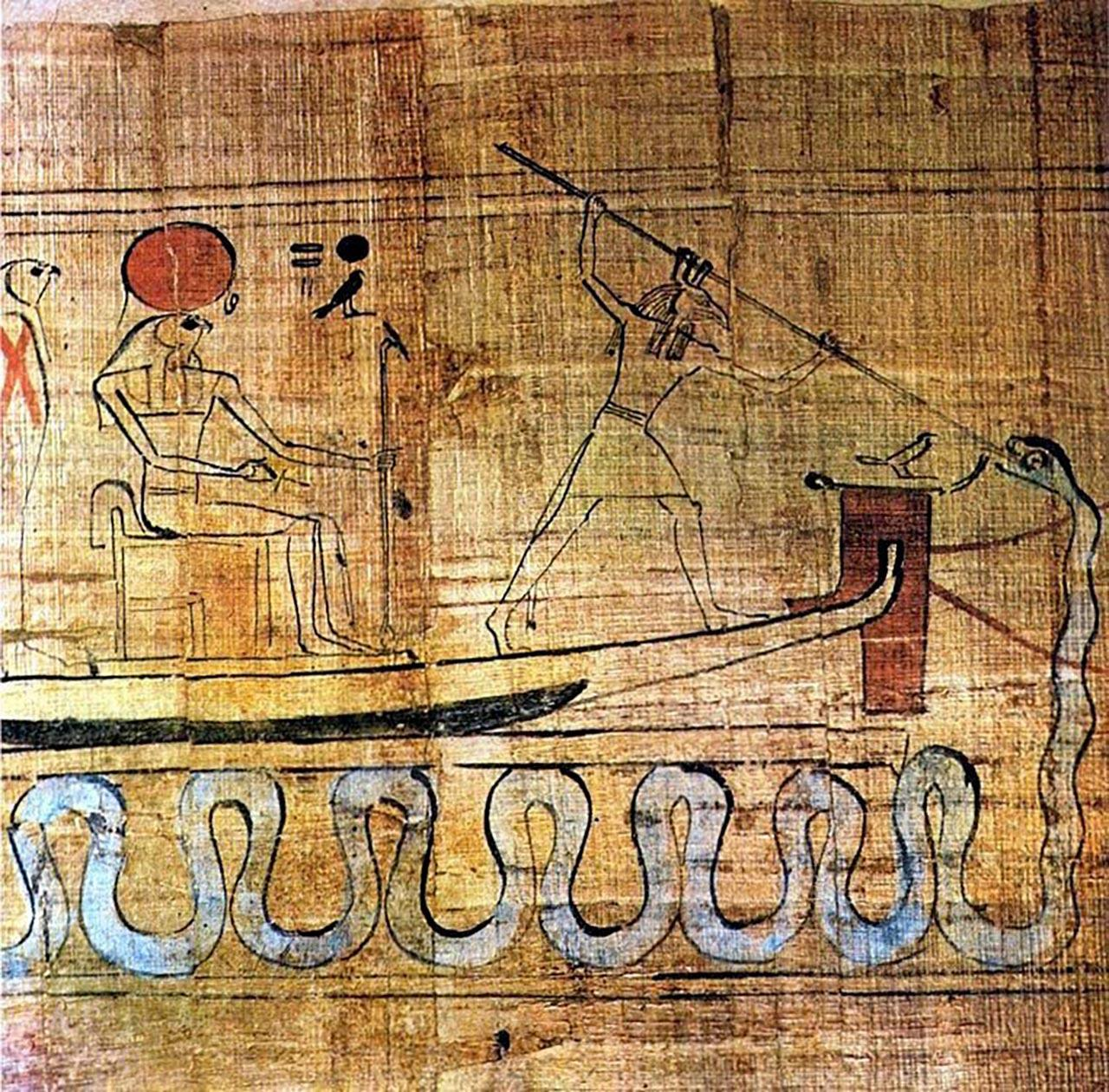
아펩에게 창질을 하는 세트.

세트는 식물의 성장과 부활의 남신인 오시리스의 대응격으로 다뤄진다. 오시리스가 생명의 근원인 나일강을 수호한다면, 세트는 사막을 지배하며 모래바람을 일으킨다고 믿었다. 또한 오시리스의 아들인 호루스가 하늘을 대변한다면 세트는 땅을 다스린다고 여겼다. 세트의 숨결은 땅 속의 지렁이 등에게 활력을 준다고 생각했으며, 대지에 묻힌 광석은 세트의 뼈라고 불렀다. 또한 세트의 힘은 암흑과 혼돈의 신인 아펩을 물리쳤다고 구전되어 믿어져 왔다. 이와 같이 강력한 힘을 가졌다고 여겨진 세트는 호루스의 입장을 점차 대신해, 기원전 3000년대에는 특별히 나일강 하류 이집트의 파라오를 후원하는 신으로서 추앙받게 되었다.
그러나 점차 오시리스가 나일강과 생존에 관련된 중요한 신으로 인지되기 시작하면서, 대역격의 입장을 취하고 있던 세트에게는 악역의 입장이 부여되었다. 그 뒤로 이어진 세트와 호루스의 싸움은 80년간 계속되어, 세트는 호루스의 왼쪽 눈을 빼앗지만, 호루스는 여신 네이트의 도움을 받아 세트의 한 쪽 다리와 성기를 잘라 그를 살해한다.
살해당한 세트는 호루스의 어머니인 이시스에게 지상의 지배권을 빼앗기고 지하 세계에 은둔한다. 세트가 지상에 간섭할 수 있는 경우는 천둥 번개의 형태이며, 지하 세계에서 밤이 되었을 때에 죽음의 세계를 관장하는 역할을 맡는다.

## 영향
역대 왕조의 파라오는, 자신이 오시리스와 세트의 상속인임을 과시했다. 예전부터 호루스는 나일강의 상류를, 세트는 하류를 다스렸다고 믿어진 것을 이용하여 결국 그들의 계승자인 파라오는 이집트의 모든 지역을 다스릴 수 있다는 권위를 내세웠다.
이집트 제19왕조에 이르러, 세트의 이름을 딴 세티 1세가 즉위하였다. 또 다음 왕조엔 세트나크테(세트에 의해 승리하다)라는 이름의 파라오가 즉위하게 된다.

## 참고 자료
- 세트의 신전
- 세트, 폭풍의 신, 아펩의 살해자, 호로스의 라이벌
- 세트의 동물이 살루키일 것이라는 켄 모스의 논문